# Lehr-Escadron-Kaserne

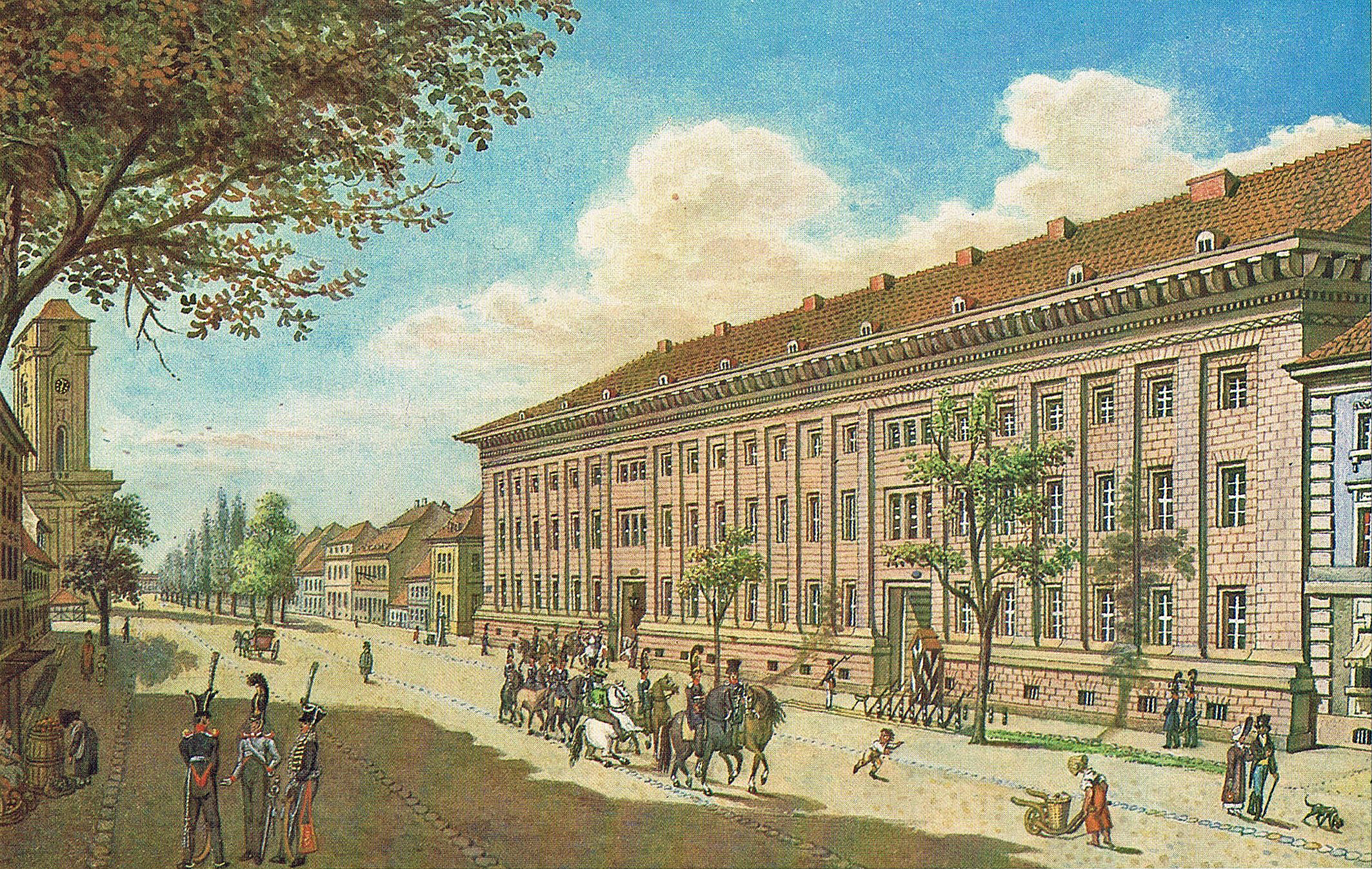
Lehr-Escadron-Kaserne um 1820

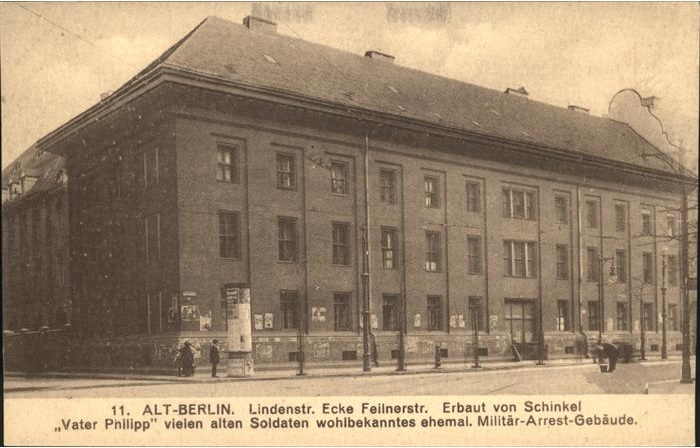
Militärarrestgebäude in Berlin, 1913

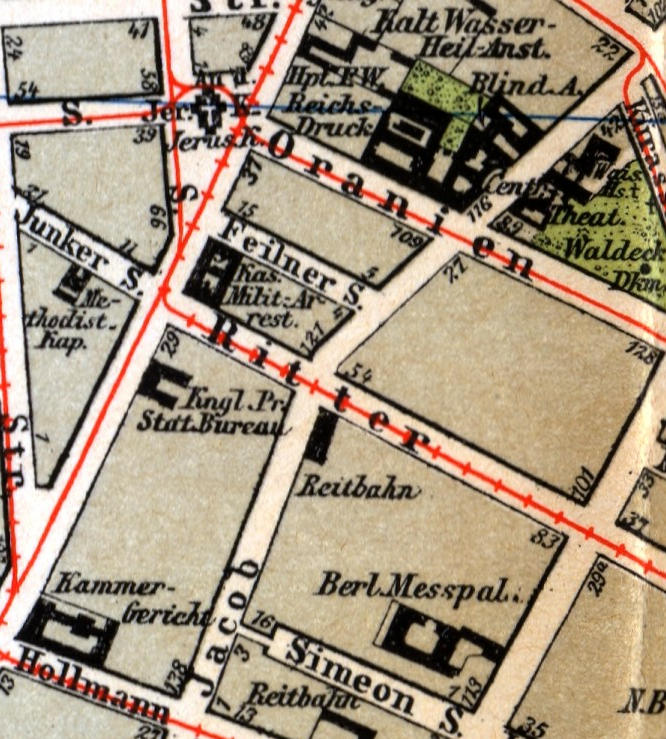
Kartenausschnitt in der Lindenstraße Ecke Feilnerstraße, 1896

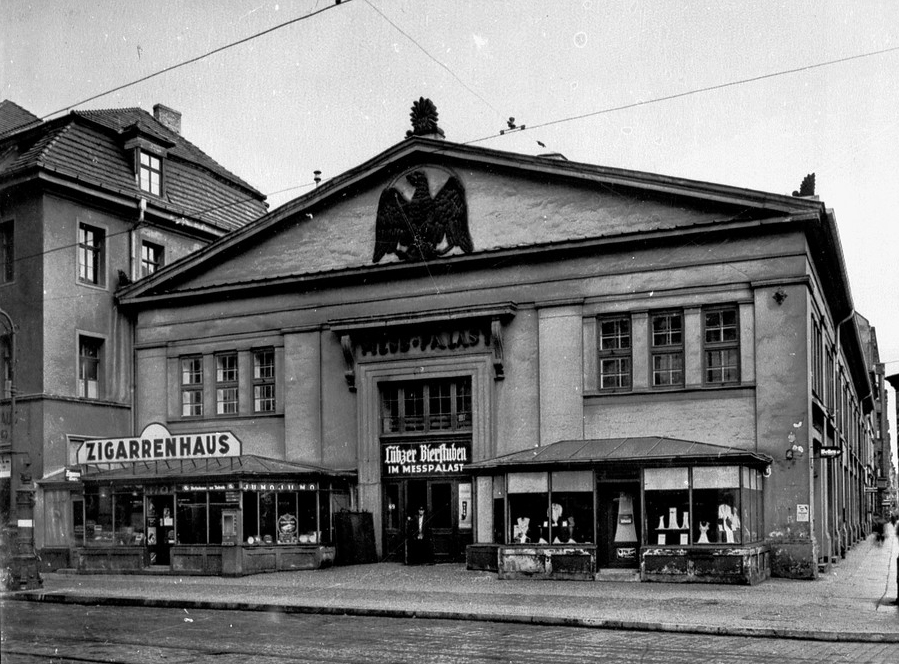
Ehemalige Königliche Reitbahn um 1935

Die Lehr-Escadron-Kaserne war ein Kasernengebäude und eine militärische Arrestanstalt in Berlin-Kreuzberg. Umgangssprachlich wurde die Arrestanstalt auch Vater Philipp genannt. Sie wurde nach einem Entwurf von Karl Friedrich Schinkel an der Lindenstraße 36 (später 30/31), Ecke Hasenhegerstraße (ab 1848  Feilnerstraße) 1817 bis 1818 erbaut. Nach einem Teilabriss um die Jahrhundertwende wurde der restliche Gebäudeteil im Zweiten Weltkrieg zerstört und die Ruine nachfolgend beseitigt.

## Geschichte
Bereits Mitte des 18. Jahrhunderts befanden sich an dieser Stelle Husarenställe. später Garde du Corps Ställe. Im Jahr 1817 wurde eine Militär-Reitanstalt gegründet, die für die einheitliche Ausbildung der gesamten preußischen Kavallerie zu sorgen hatte. König Friedrich Wilhelm III. befahl für sie eine Kaserne zu bauen, die 1820 den Namen Lehr-Escadron erhielt. Sie wurde von 1817 bis 1818 gebaut und war einer der ersten Backsteinbauten Schinkels. Wohnhaft war dort der Platzmajor Philipp, der dem Gebäude seinen Namen gab.  Daher kommt der Soldatenspruch: Bei Vater Philipp im Sinne von Arrest erhalten.
Die Lehr-Eskadron wurde am 26. Mai 1849 aufgelöst. Die Arrestanstalt wurde um 1870 in der Front der Ritterstraße in den Schinkelschen Formen erweitert und hatte zuletzt 134 Zellen. 1904 wurde die Arrestanstalt (Lindenstraße 30) abgebrochen und dort das Postamt SW 68 errichtet. Der verbleibende Teil der Lehr-Eskadron-Kaserne (Lindenstraße 31) diente bis zum Ersten Weltkrieg noch als Kavallerie-Kaserne, danach als Büro- und Wohngebäude und brannte beim Luftangriff vom 3. Februar 1945 aus.
Auf dem Grundstück Alte Jakobstraße 14 (heute 12–13)/Ecke Ritterstraße wurde von 1827 bis 1828 für die Lehr-Eskadron-Kaserne von Georg Karl Hampel eine Reitbahn errichtet. In den 1920er Jahren wurde das Gebäude vom Messpalast übernommen. Im Zweiten Weltkrieg wurde es zerstört.